# Pilar (Santa Fe)
Pilar es una comuna argentina ubicada en el centro de la provincia de Santa Fe, al oeste del departamento Las Colonias y a 81 km de la capital provincial. Es una localidad de 5310 habitantes, su población obtiene sus recursos, en su mayoría, de explotaciones agrícolas ganaderas e industrias vinculadas al sector y al rubro metalúrgico.

## Fundación
Pilar fue fundada por Guillermo Lehmann en 1876, sin embargo no se tiene constancia de un acta fundacional.
Luego del corrimiento de la población indígena en el lugar por la entrada de los conquistadores, las tierras quedarían en poder del Estado quien la traspasaría luego a manos y empresas de colonización privadas por diversos medios, ya sea por pago de servicios, por recompensa o colaboración al gobierno, siendo en este caso, además retribuido por la campaña que organizó para erradicar las tribus "indias" de algunos espacios de la provincia de Santa Fe.
 

Entre los años 1864 y 1867 la provincia de Santa Fe había contraído un empréstito con Mariano Cabal por ser proveedor de insumos y alimentos al Ejército Argentino en la guerra del Paraguay (1865-70). Compensatoriamente el Estado le cedió a Cabal en propiedad y como forma de pago, quinientas leguas de “tierras incultas” consideradas aptas para el sembradío; de este modo se convertiría en el primer propietario de estas tierras, según el régimen de la tierra pública. De las cuales posteriormente vendería a Lehmann y Cristian Claus el 30 de abril de 1875, cien concesiones numeradas del 1 al 100.
“En la nueva Colonia llamada Pilar, recientemente fundada sobre la parte del terreno que, sito en esta Provincia y Departamento de la Capital en el paraje llamado “Las prusianas”, compuesto de doce leguas cuadradas, linda por el norte con el señor Cullen y otros; por el sur con los señores Beck y Herzog; por el este con los campos ocupados por don Carlos H. Seguí, de la testamentaria de Elía; y por el oeste con terreno fiscal”.
Posteriormente en agosto comprarían otras cien concesiones contiguas a las anteriores y comprendidas también en la nueva colonia del Pilar, numeradas de la 101 a la 200. Las cien concesiones restantes del 201 al 300 fueron retenidas por su propietario Agustín Cabal, hijo de Mariano Cabal, y vendidas a partir de junio de 1876, por medio de Juan Bernardo Iturraspe, a quien apodera para este objeto.
Guillermo Lehmann y Cristian Claus comenzaron las ventas de tierras el 24 y 25 de septiembre de 1875, sin embargo, a los dos años la sociedad colonizadora se disolvió cuando el 29 de abril de 1877 Claus vende a Lehmann los terrenos que habían comprado tiempo antes a Cabal, ampliando el territorio de Nuevo Torino por el norte y Pilar por el sur. Sumando un total de 480 concesiones adquiridas por Lehmann.

Como ocurrió en numerosos casos en la provincia, el poblamiento de la colonia de Pilar se inició sin formalidad de un acta fundacional.
... “Ante la falta o inexistencia del Acta de Fundación de un pueblo o Colonia, el Archivo General de la Provincia sostiene el criterio de determinar, en su reemplazo, otro hecho que posea un significado similar. Es decir, el acatamiento a raíz del cual se origina o pone en marcha la existencia de dicha comunidad” ...
De este modo se considera que la compra de terrenos realizada el 30 de abril de 1875 por parte de Guillermo Lehmann y Claus a Agustín Cabal, sería el acto donde se pone en marcha el establecimiento de la colonia, debido a que a partir de ese momento los colonos comenzaron a establecerse en el lugar; la comprobación de esta ejecución se puede constatar en el informe del 1 de enero de 1876 en el cual el Inspector de don Jonás Larguía, informa que fueron vendidas dieciocho concesiones en las cuales estaban instaladas doce familias.
En consecuencia, el 30 de abril de 1875 comenzarían a instalarse las primeras familias que darían origen a la Colonia de Pilar, los registros determinan la fundación del pueblo de Pilar en 1876 debido a que las primeras viviendas se erigieron en este último año, a pesar de que no podría asegurarse el día ni el mes por ausencia de documentación que lo asevere.

## Creación de la Comuna y Conformación de la Primera Comisión de Fomentos
Según datos que se extraen del libro del cincuentenario de la localidad, el 27 de abril de 1885, se reúnen un grupo de destacados vecinos en el domicilio de Manuel Piombo, para organizar la institucionalidad de la colonia. Eligiéndose ese día le primer presidente comunal, cargo que tras una votación nominal recayó en el mismo Manuel Piombo.
Siendo elegidos para la comisión de Hacienda y Fomentos a los Srs. Don Ignacio Regnetti y Don Carlos Buonifacino. Para la comisión de Moralidad e Higiene a los Srs. Don Miguel Floristán y Don Roberto Terragni. Tesorero Don Miguel Sola.
En 1926 cuando Pilar cumplía cincuenta años, se construyen los registros históricos y se advirtió que hubo factores que explicaban su inexistencia hasta ese momento, como así también el de una data de fundación. En ese sentido, se interpretó que había desánimo y desconcierto en los primeros colonizadores para pensar en proporcionar a la historia venidera los datos fehacientes de la fundación.

## Santa Patrona: Nuestra Señora del Pilar
En la hispánica ciudad de Zaragoza, requintada en el meridión de España y con vista sureña a Calatayud, se venera la sagrada imagen de Nuestra Señora del Pilar. En su catedral al tope de una columna de mármol, esta representación de la madre de Dios nos la sitúa en la aparición a Santiago.
Siendo su día de celebración el 12 de octubre. En Pilar, la Virgen del Pilar es Patrona y Protectora de la localidad.

## Iglesia parroquial
En 1878 el Padre Macagno, visitó esta localidad a oficiar en una casa particular y al año siguiente se inauguró la primera capilla.
En el año 1883, siendo el Padre Alfonzo M. Raffaelli, se construye la segunda capilla, de mayores dimensiones que la anterior. 
El 4 de mayo de 1901, estando al frente de la parroquia al Reverendo, Padre Gardois, se acepta el presupuesto celebrándose el contrato respectivo para que le den un comienzo los trabajos previos de la tercera y actual iglesia, continuándose los años siguientes con la edificación hasta que terminadas las obras en 1906, se promueve de inmediato la construcción del pavimento (1909), el atrio, la verja perimetral y otras accesorias que permiten dar por concluidos los trabajos y contar a Pilar con el templo que se mantiene hasta el día de hoy.

## Su Fundador: Guillermo Lehmann
Nacido en Sigmaringendorf, Baden-Wurtemberg, Alemania, el 20 de agosto de 1840. Era el quinto de ocho hermanos, hijo de Diethelm Lehmann y Ana Regula Stiefel, quienes procedían de Tirol y Suiza respectivamente.
Su padre Dieter Lehmann ocupaba el cargo de jefe de hilandero en una fábrica y era natural de la comuna de Töss en Winterthur Suiza.
Creció en Winterthur iniciando allí sus primeros estudios y luego ingresó al secundario de Zúrich. Llegó a América cuando cumplía veinte años. En 1862 se trasladó a Buenos Aires con la representación de una empresa comercial y se dirigió posteriormente a Santa Fe. Llegó a la localidad de Esperanza (Santa Fe) en 1864, a los 22 años de edad y se dedicó a la actividad mercantil, estableciendo fuertes vínculos con personas relacionadas con el poder político tanto de la provincia como de la nación.
A sus veintisiete años, en 1868, Guillermo Lehmann se casaría con Ángela de la Casa (1849-1934) de dieciocho años radicándose en Esperanza. De esta unión nacieron cuatro hijos: José Guillermo Lehmann, ingeniero dedicado a la ganadería, Ángela Lehmann que falleció muy joven, casada con Jonás Larguía, inspector de Colonias en 1876; Rodolfo Lehmann, gobernador de Santa Fe en 1916 y María Luisa Lehmann, casada con Rodolfo Videla años más tarde diputado Nacional.
Entre 1867 y 1871, fue jefe departamental del área de la inmigración europea en Argentina, juez de paz, periodista y fundador del periódico el “Colono del Oeste” en 1877, cuando inauguró su propia imprenta “Esperanza”, en la localidad homónima. También fue uno de los primeros escribanos públicos de Esperanza. En 1882 ocupó el cargo de presidente de la corporación municipal de Esperanza favoreciendo a la instalación del ferrocarril en las colonias.
Su empresa colonizadora inició sus tareas en 1869 cuando se subdivide la localidad de Cavour (provincia de Santa Fe) y continuó sus actividades posteriores a su fallecimiento, su esposa y hasta 1933. La misma se dedicó a la fundación de poblados en la provincia desde 1875 a 1886, creando dieciséis prósperas colonias.
El 10 de octubre de 1886 en Buenos Aires, se produce su fallecimiento a los cuarenta y seis años de edad.

## Escuelas
- Escuela Patricias Argentinas Nº 332

El P.E. mediante decreto N.º 186 de 29 de agosto de 1879, crea una escuela Elemental de niños para Pilar, designando el 5 de septiembre a Eduardo García como titular. El 11 de octubre llega la noticia a Pilar, que se toma como fecha de fundación. Los colonos debieron buscar el edificio para su funcionamiento ya que el gobierno solamente aportó maestros. 
- Colegio Santa Marta

El R.P. Gabriel Gardois, entonces cura párroco de la iglesia de Nra. Sra. del Pilar y el pueblo recibieron a las Hermanas de Santa Marta, que Fundarían el 11 de abril de 1911 el colegio en la casa obsequiada para tal fin por Don Elías y Alberto Albrecht.
Su primera superiora y directora, fue la Hermana Francisca de Borja Touche.
- Instituto “General Don José de San Martín”

En el año 1954, en una de las reuniones rotarias, el Dr. Carlos Monte, propuso la creación de una escuela secundaria. El 14 de diciembre de 1954, se firma un acta de fundación con los miembros de ese club y un grupo de vecinos. Se resuelve en esa oportunidad darle el nombre “General Don José de San Martín” y designar como rector al Dr. Julio C. Tulian.
- Jardín de Infantes nº 70 Máximo Manetti

El 25 de octubre de 1983, se abren las puertas del jardín de infantes n.º 70 "Máximo Manetti" sobre la base de dos secciones preescolares existentes en la escuela fiscal con dirección a cargo, en la Ex-Escuela 6400
- Centro educativo terapéutico Conociéndonos

En el año 1993 las profesoras Karina Theler y María Laura Chiabrera tuvieron la iniciativa de crear el Centro Recreativo "Conociéndonos". Presentaron un proyecto que fue aprobado por el entonces Presidente Comunal Héctor Pinzano. El objetivo al que apuntaban era darles a las personas con capacidades diferentes un espacio de recreación, inexistente hasta ese entonces en la localidad.
Con un grupo de niños y jóvenes comenzaron las actividades el 10 de junio en las instalaciones del Club Chanta al Chico. Actualmente se encuentra sobre 1 de Mayo, con su propio salón y diferentes tipos de sala.

## Servicios de la Comunidad de Pilar
- Biblioteca Popular de Pilar[15]
- Museo de Pilar
- Sociedad Italo Argentina: Esta entidad fue fundada el 14 de agosto de 1885. Fueron elegidos como presidente y vice los señores Faustino Ripamonti y Carlos Cardetti respectivamente.

## Entidades deportivas
- Tiro Federal Argentino

Fundado el 29 de diciembre de 1902, tiro federal tuvo su primer “stand” en un predio cercano al cementerio, más con posterioridad fue trasladado a la zona rural nordeste en los terrenos adquiridos a los señores Miguel y Juan Cavallero el 29 de febrero de 1904.
- Club Atlético Pilar

Fundada el 16 de noviembre de 1906 bajo la dirección de Ernesto M. Vionnet.
- Asociación Pilarense de Bochas

El 19 de febrero de 1969 queda constituida la asociación Regional Pilarense de Bochas. 
Su primera Comisión directiva fue precedida por don Hericson Chiosso (presidente).
- Bochin Club

Fue fundada el 8 de marzo de 1943. Su primera comisión directiva la integró Domicildo Dupont (presidente).
- Club Unión Obrera

Formada el 3 de febrero de 1953. Fueron abiertas dos canchas por sus fundadores, siendo el primer dirigente, Francisco Gilli (presidente).
- Club Estrella del Norte

Fundada el 10 de 1955, su primer dirigente fue Alfredo Falkenberg (presidente).
- Club Chanta al Chico

Fue fundado el 18 de septiembre de 1942. Fue presidido por el señor Sr. Aniceto Aquere.
- Club Caza y Pesca “20 de Octubre”

El 21 de octubre de 1968 se fundó esta entidad, destinada a la práctica del tiro al platillo y a la paloma, a la pesca y al campin. Su primera Comisión directiva estuvo integrada por Reynato Gatti (presidente).

## Diarios
INFO Mercury, portal digital - www.infomercury.com.ar
- Pro Familia, parroquia de Ntra. Sra. del Pilar, tirada mensual.

## Radio y Televisión
- LRP888 Master FM 95.9
- LRI374 Radio María 103.7 (Repetidora de Radio María, de la ciudad de Córdoba)
- LRM877 Hits 105.5 (repetidora de FM 40 Principales de Buenos Aires)
- FM 88.7 Radio Amistad

## Parroquias de la Iglesia católica en Pilar
| Arquidiócesis | Santa Fe de la Vera Cruz |
| ------------- | ------------------------ |
| Parroquia     | Nuestra Señora del Pilar |

## Población
Cuenta con 5310 habitantes (Indec, 2022), lo que representa un incremento de 7.08% frente a los 4959 habitantes (Indec, 2010) del censo anterior. Los datos poblacionales de 1869 extraídos de los censos posteriores de 1895, 1914 y 1947; pueden corresponder a un estimado posterior del momento de su fundación.
| Gráfica de evolución demográfica de Pilar entre 1869 y 2022 |
|                                                             |
| Fuente: Censos nacionales del INDEC                         |

## Mascota
Para los festejos de su centenario en 1976, se adoptó la figura de Lehmann representada en el “Guillermito”, un símbolo de identificación de la localidad ubicado sobre la entrada, en el que se puede observar dibujado el progreso económico de Pilar, apareciendo representadas todas las actividades económicas de la producción pilarense. “Guillermito” implicando la resignificación de Lehmann manteniendo la identidad de la colectividad desde el acto inaugural de la instalación en ese espacio.

## Pilarenses destacados
- Clodomiro Cortoni: Destacado ciclista, con reconocimiento internacional, campeón argentino, panamericano y americano. Participó de dos JJOO.
- Santiago Pierotti: jugador profesional de fútbol, inició su carrera en Atlético Pilar, luego se formó en Colón de Santa Fe donde debutó y desde donde fue transferido al fútbol italiano (Lecce)
- Eugenio Mosso, nacido en Pilar (Stafe) el 10 de agosto de 1895. Hizo 48 goles en 58 partidos en el Torino, jugó en la selección italiana y compartió equipo con sus 3 hermanos argentinos (Francisco, Benito y Julio).
- José Félix Yoyo Cavallero: campeón mundial universitario en basquetbol. Dt de básquet en Clubes de importancia nacional e internacional. Primer Dt de Básquet argentino en dirigir en Europa, de ahí trajo la idea de como conformar la Liga Nacional de Básquet.
- Hugo Bagnera: Artista circense y payador.
- Carlo Buonifacino, inmigrante italiano miembro de la primera comisión comunal, de la Sociedad Italia. Combatió la epidemia del cólera con medicamentos, desinfectantes, un carro, un caballo y un fúsil en mano (fallecieron 142 pilarenses en un mes).